# オーロラの救世主 (曲)
「オーロラの救世主」 (Livin' Thing) は、エレクトリック・ライト・オーケストラが1976年に発表した楽曲。アルバム「オーロラの救世主」に収録されている。

## 概要
シングルカットされ、英米ともにヒットを記録した。冒頭の印象的なバイオリンソロはミック・カミンスキーによるもの。
この曲は一旦完成されたが、出来栄えに満足しなかったジェフによって一度白紙に戻された。その後、歌詞が書き直され、再度録音し直されている。
歌詞については当時リスナーの間で議論が交わされ、堕胎や捕鯨に対するプロテストソング、薬物の高潮を歌ったドラッグソングである、といった様々な噂が流れていたが、ジェフはこれらを何度も否定しており、単純なラヴソングであるとしている。

## その他
- アルバムでは前曲の「ソー・ファイン」と連結されている。「ソー・ファイン」の最後のノーツを少しずつ減速させ、本曲の頭のノーツと合致した瞬間にブツンと切ることで、連結しているように聴かせている。
- 邦題の「オーロラの救世主」はアルバムタイトルから採ったものであり、曲の内容とは一切関係がない[注 1]。
- 2012年10月に、ジェフ・リンがELO時代の曲をセルフカバーした『Mr. Blue Sky: The Very Best of Electric Light Orchestra』に収録されている。女声のコーラスは彼の娘であるローラが担当している。